# تیلور ونسیل
تیلور ونسیل (انگلیسی: Taylor Vancil؛ زادهٔ ۱۸ مهٔ ۱۹۹۱) بازیکن فوتبال اهل ایالات متحده آمریکا است.
از باشگاه‌هایی که در آن بازی کرده‌است می‌توان به شیکاگو رد استارز اشاره کرد.
وی همچنین در تیم‌های ملی فوتبال United States women's national under-17 soccer team و United States women's national under-20 soccer team بازی کرده‌است.